# Augusto Perfetti
Augusto Perfetti är en italiensk affärsman som är en av två delägare för världens tredje största konfektyrproducent i den nederländska Perfetti Van Melle.
Den amerikanska ekonomitidskriften Forbes rankar Augusto Perfetti och hans bror Giorgio Perfetti som världens 260:e rikaste med en gemensam förmögenhet på $5,9 miljarder per den 27 oktober 2018.
2005 beställde Perfetti superyachten Air av det tyska skeppsvarvsföretaget Lürssen, under konstruktionen av yachten blev den uppköpt av den ryska oligarken Sulejman Kerimov och döptes om till Ice. 2015 fick den nya ägare när Ekvatorialguinea köpte den åt Teodoro Nguema Obiang Mangue, som är son till den sittande presidenten Teodoro Obiang Nguema Mbasogo. I slutet av 2000-talet kontaktade Perfetti det nederländska Feadship om att bygga en liknande superyacht med samma namn, den levererades 2011.